# Nemoleon becqueti
Nemoleon becqueti is een insect uit de familie van de mierenleeuwen (Myrmeleontidae), die tot de orde netvleugeligen (Neuroptera) behoort. 
Nemoleon becqueti is voor het eerst wetenschappelijk beschreven door Navás in 1929.